# Représentation coadjointe
La représentation coadjointe {\displaystyle \rho } d'un groupe de Lie G est l'action naturelle de G sur le dual de son algèbre de Lie {\displaystyle {\mathfrak {g}}}. Plus explicitement, G agit par conjugaison sur son espace cotangent en l'élément neutre e et cette représentation linéaire est donnée par le morphisme de groupes de Lie :
{\displaystyle \rho :G\rightarrow End({\mathfrak {g}}^{*})}
Interprétation géométrique : cette action est vue comme l'action par translation à gauche sur l'espace des formes invariantes à droite sur G.
L'orbite coadjointe joue un rôle central dans la théorie de la représentation.
Les orbites coadjointes sont des variétés symplectiques.